# Mkushi
Mkushi es una ciudad situada en la provincia Central, Zambia. Se encuentra en la gran carretera del Norte al noroeste de Kapiri Mposhi. Tiene una población de 19.196 habitantes, según el censo de 2010.

En los alrededores de la ciudad se encuentran las Cataratas de Changwena y Fort Elwes (construido en 1896 por europeos), además de una mina de oro.